# Iglesia de la Vera Cruz (Santa Cruz de la Sierra)
La iglesia parroquial de Santa Cruz de la Sierra –bajo la advocación de la Santa Vera Cruz– se halla situada en el lateral norte de la plaza principal de esta localidad de la provincia de Cáceres, comunidad autónoma de Extremadura, no lejos de la Autovía del Suroeste o A-5.
Según todos los indicios de que se dispone por ahora, fue construida en el lugar de culto de una mezquita levantada sobre una antigua basílica visigoda que, a su vez, reutilizó los restos de un primitivo templo romano.

## Descripción

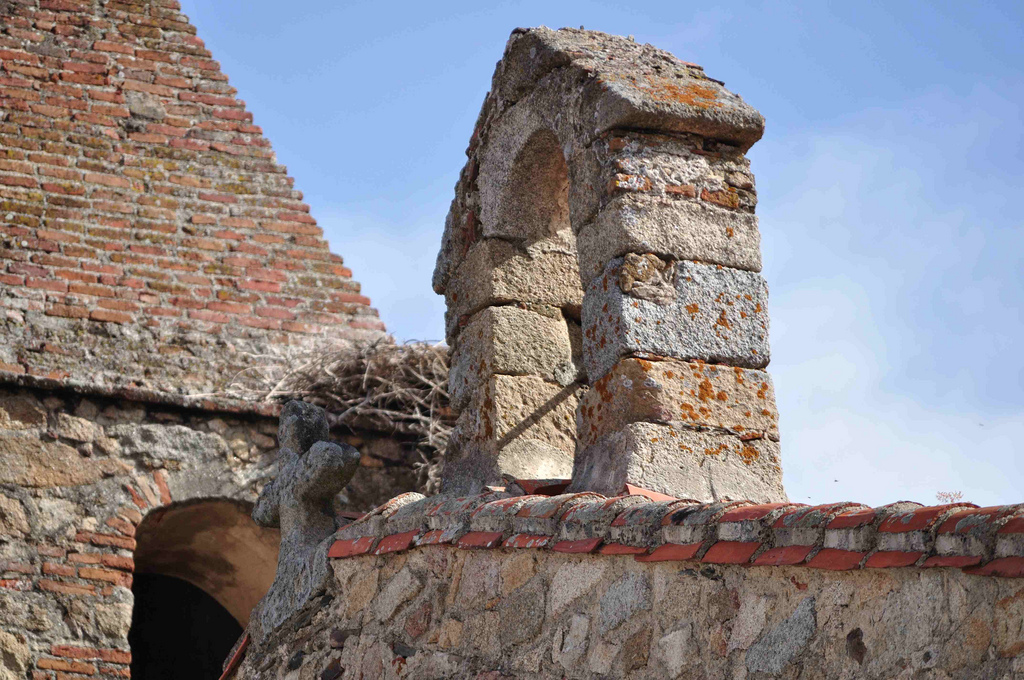
Espadaña.

Se trata de un edificio de extensas proporciones, de planta rectangular, construido a base de mampostería y sillería de granito.
La portada de medio punto por la que habitualmente se accede al interior se localiza en el costado sur, cobijada por un elegante pórtico del siglo XVII, con siete arcos de medio punto sobre pilares de sencilla molduración sostenidos sobre un zócalo liso de mampostería situado a media altura.
Hay otra a los pies del templo, lo que permite un segundo acceso al interior. Se trata en este caso de una hermosa portada de finales del siglo XV –lo que la convierte en uno de los elementos más antiguos del edificio–, de estilo gótico, enmarcada en su parte interior por dos finas columnas adosadas, mientras que el exterior queda configurado por una serie de arquivoltas apuntadas que descansan sobre columnillas rematadas por capiteles decorados con sencillos elementos vegetales. Corona el conjunto una pequeña cruz de piedra junto a la que se ubica una espadaña.
También a los pies, se alza la torre, de mediana altura, con vanos de medio punto en sus cuatro frentes y rematada por un chapitel cuadrangular de mampostería. Fue restaurada en los años 80.
En su interior, presenta una sola nave central cubierta con techumbre de madera a dos aguas, dividida en tramos por tres arcos ojivales sobre columnas con capiteles decorados con molduras góticas.
El amplio ábside, de planta ochavada, está cubierto por dos tramos de bóveda de crucería con terceletes, en cuya clave central aparece el escudo episcopal de Gutierre Álvarez de Toledo, obispo de Plasencia de junio de 1496 a agosto de 1506, así como la inscripción «año de MDIII años».
El coro, que ocupa el tramo más alejado del ábside, se alza sobre tres arcos, uno central rebajado y dos de medio punto laterales, todo integrado en un bello conjunto plateresco del siglo XV.

## Contenido artístico
De su contenido artístico, destacan el excelente púlpito de granito de finales del siglo XV o principios del XVI, de planta poligonal; la pila bautismal, del siglo XVI; así como varias imágenes barrocas, entre las que cabe mencionar las de Santa Rita de Casia, patrona del pueblo, de madera policromada del siglo XVII, y Nuestra Señora de la Consolación, conocida popularmente como «Virgen de Correa»; ambas traídas a mediados del siglo XIX del vecino convento de San Joaquín.
El retablo mayor, del siglo XVII, está formado por banco, tres calles separadas por cuatro columnas de orden corintio y ático. El cuerpo central se halla dividido en nueve alacenas, dispuestas de tres en tres, en las que se alojan diferentes imágenes de vírgenes y santos.
Pero sin duda la pieza más representativa que conserva la iglesia es un tenante de altar de mármol blanco, realizado muy probablemente por algún artesano local a mediados del siglo VII. El monolito, que mide 0,96 m, se divide en tres cuerpos: la basa, de proporciones cúbicas, el fuste y un capitel corintio con volutas enlazadas, todo profusamente decorado. Según algunos investigadores, el hallazgo de dicha columna probaría la existencia de una basílica visigoda («iglesia propia») en el lugar donde se encuentra la actual población o sus inmediaciones, dedicada a la Santa Cruz o Santa Cruz de Jerusalén.